# Kaliště u Humpolce

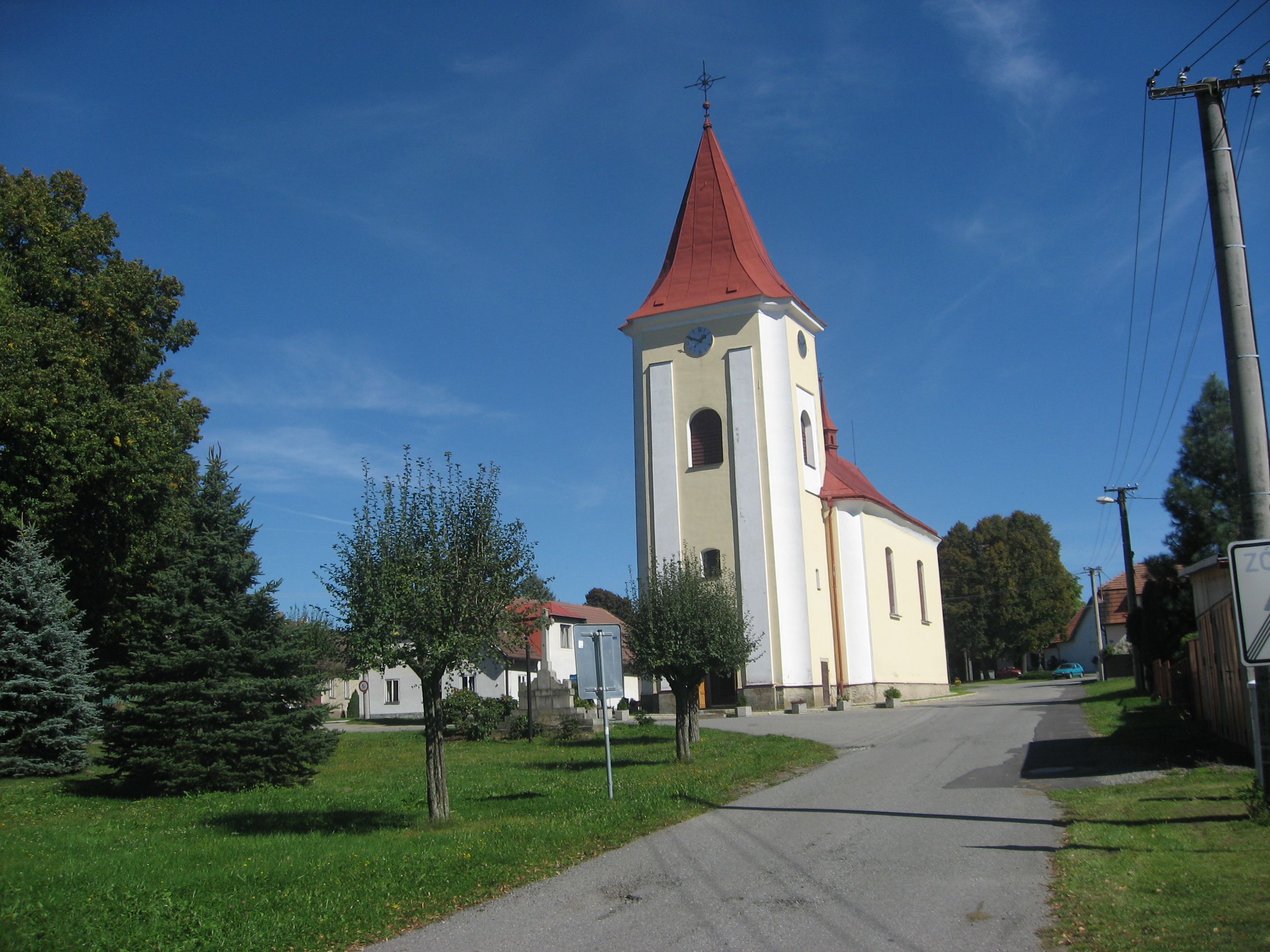
Kirche des Hl. Johannes des Täufers in Kaliště

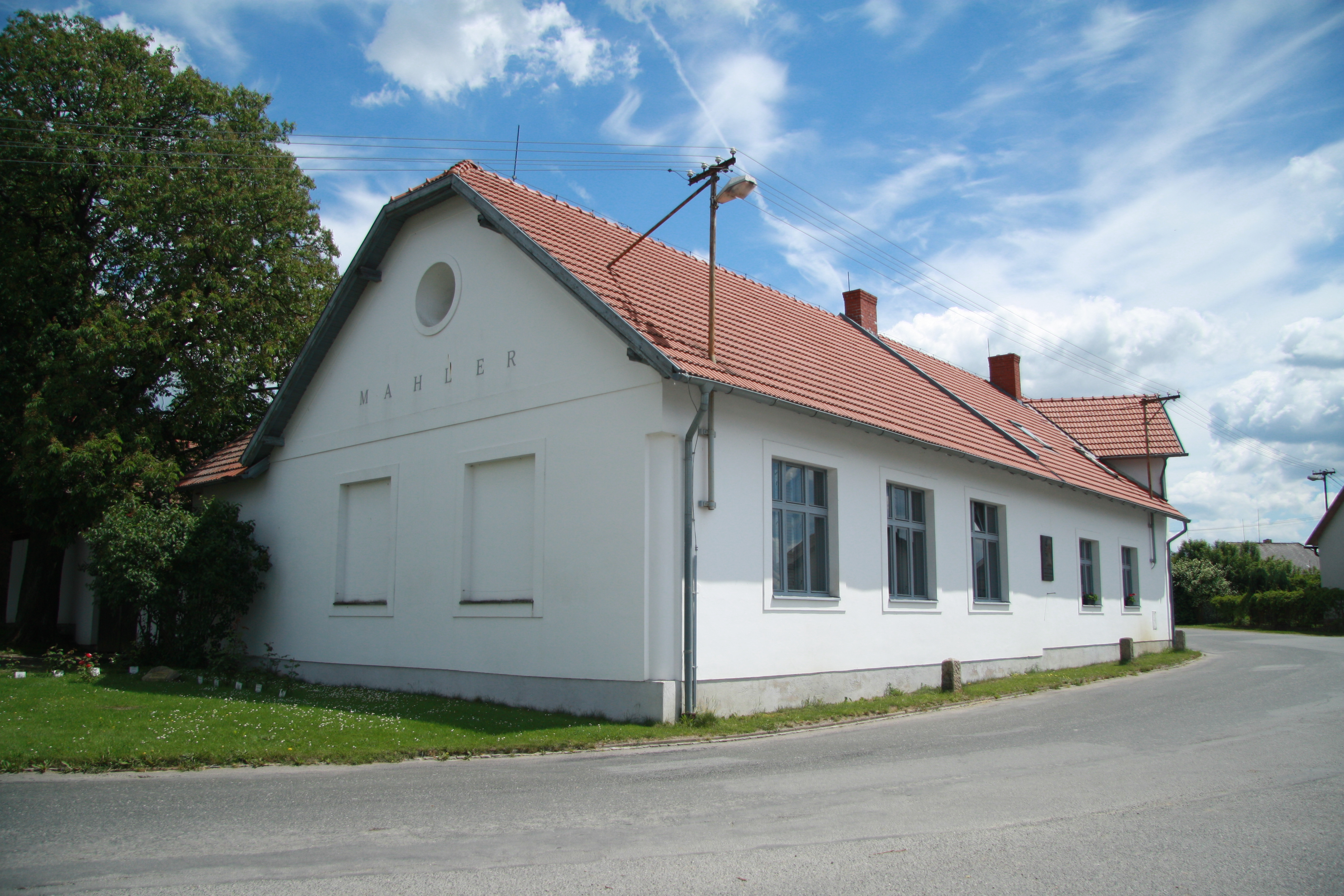
Gustav Mahlers Geburtshaus

Kaliště (deutsch Kalischt, älter auch Schönfeld) ist eine Gemeinde in Tschechien. Sie liegt sieben Kilometer nordwestlich von Humpolec in der Böhmisch-Mährischen Höhe und gehört zum Okres Pelhřimov.

## Geographie
Kaliště befindet sich an der Verbindungsstraße von Humpolec nach Ledeč nad Sázavou auf einer Hochfläche an der Wasserscheide zwischen den Flüssen Želivka und Sázava. Nachbarorte sind Horní Paseka und Rejčkov im Norden, Staré Hutě und Proseč im Nordosten, Horní Rápotice im Südosten, Háj und Holušice im Süden, Lohenice und Koberovice im Südwesten, Bělice, Bučí und Hojanovice im Westen sowie Podivice und Hory im Nordwesten.

## Geschichte
Die erste urkundliche Erwähnung von Kaliště erfolgte 1318 in einem Besitzverzeichnis des Kapitels Vyšehrad unter dem Namen Senfeld. Im weiteren Verlauf wurde der Ort auch als Sonweld, Schonfeld, Sonfeld und Schönfeld bezeichnet. Nach der Zerstörung des Vyšehrader Kapitels durch die Hussiten im Jahre 1420 wurde der spätere Kaiser Sigismund Besitzer des Ortes, bevor er ihn 1436 an Nikolaus Trčka von Lípa verpfändete. Kaliště wurde Teil der Herrschaft Lipnice und gelangte 1561 durch Verkauf an die Herrschaft Světlá. 1698 erwarb Johann Joachim von Harrach den Ort von Johann Bartolomäus von Vernier. Dadurch wurde Kaliště aus der Herrschaft Světlá herausgelöst und bildete eine eigene Gutsherrschaft. Als deren Sitz ließ Graf Harrach ein Schloss errichten. 1707 kaufte Johann Leopold Donatus von Trautson und Falkenstein Kalischt zusammen mit den Orten Zahrádka und Horní Paseka und schlug die Dörfer seiner Herrschaft Dolní Kralovice zu. 1787 wurde in Kaliště das Pfarramt eingerichtet. Im selben Jahr nahm auch die einklassige Dorfschule, die in einem eigenen Gebäude neben der Kirche untergebracht war, den Unterricht auf. 1880 wurde die Weinbrennerei auf dem Gutshof, zu deren früheren Besitzern auch der Großvater von Gustav Mahler, Šimon Mahler, gehört hatte, stillgelegt und zu einer Spiritusbrennerei umgebaut.
Im 18. Jahrhundert war das Schloss Sitz der Gutsverwaltung. Es verfiel jedoch nach und nach, so dass es 1801 aufgegeben wurde. Nach der Ablösung der Patrimonialherrschaften im österreichischen Kaiserreich wurde Kaliště 1850 zur selbständigen Gemeinde und einschließlich der zugehörigen Einschichten U Málků, Německo und Staré Hutě Teil des politischen Bezirkes Humpolec (Gumpolds). Seit dieser Zeit wechselten die Gutsbesitzer mehrfach. 1937 erwarb Kristýna Filípková das Gut; im Jahr 1948 wurde es jedoch verstaatlicht.
Das Dorf Kaliště ist der Geburtsort des Komponisten und Dirigenten Gustav Mahler, der hier am 7. Juli 1860 in einer jüdischen Familie zur Welt kam. In den 1930er Jahren brannte das am Ortsrand gelegene Geburtshaus des Komponisten ab, wurde jedoch in der letzten Zeit von der tschechischen Gustav Mahler Gesellschaft (Společnost Gustava Mahlera MAHLER 2000) restauriert. Das Haus beherbergt eine ständige Ausstellung mit dem Thema "Mahler und Böhmen" (Mahler a Čechy).
Im Jahr 1928 wurde Kaliště zum Musterdorf des Bezirkes (okres) Humpolec umgestaltet und dabei die gesamte Bebauung des Dorfplatzes abgerissen und neu angelegt.
Entsprechend der Politik der Kommunistischen Partei der Tschechoslowakei erfolgte im Jahr 1957 die Gründung einer landwirtschaftlichen Einheitsgenossenschaft, die in den Folgejahren die alten Gebäude des Gutshofes einschließlich der barocken Schlosskapelle abreißen ließ. 1986 schloss die Schule wegen zu geringer Schülerzahl. Im Jahr 1993 löste sich die Genossenschaft wieder auf.

## Gemeindegliederung
Die Gemeinde Kaliště besteht aus den Ortsteilen Háj, Holušice (Holuschitz), Kaliště, Podivice (Podiewitz) und Staré Hutě (Althütten). Grundsiedlungseinheiten sind Háj, Holušice, Kaliště und Podivice.
Das Gemeindegebiet gliedert sich in die Katastralbezirke Holušice, Kaliště und Podivice.

## Sehenswürdigkeiten
- Kirche des Hl. Johannes des Täufers am Dorfplatz

## Söhne und Töchter der Gemeinde
- Gustav Mahler (1860–1911), Komponist